# Шіалі Рамамріта Ранганатан
Шіалі Рамамріта Ранганатан (там. சீர்காழி இராமாமிருதம் அரங்கநாதன், гінді शियाली राममृत रंगनाथन, англ. Shiyali Ramamrita Ranganathan; 12 серпня 1892 — 27 вересня 1972) — індійський бібліотекознавець і математик, діяч у галузі інформації та книгознавства. Доктор літератури та математики, професор.
Закінчив Християнський коледж у Мадрасі та Педагогічний коледж у Сайдапеті (Індія), Вищу бібліотечну школу в Лондоні. Розпочав свій шлях із посади викладача математики в Мадраському університеті. У 1924 р. очолив бібліотеку цього університету. Був директором інших університетських бібліотек (у Бенаресі, Делі, Бенгалуру). Одночасно керував створеними за його ініціативою бібліотечним журналом, вищою бібліотечною школою та бібліотечною асоціацією.
Основні роботи — «Пролегомени бібліотечної класифікації», «П'ять законів бібліотечної науки», «Бібліотечна класифікація», «Теорія каталогізації» — відзначаються оригінальністю викладення матеріалу, професійним висвітленням і вирішенням розглянутих у них проблем.
Його «П'ять законів бібліотечної науки» (1931) є класикою літератури з бібліотекознавства й залишаються актуальними і сьогодні. Ці положення коротко представляють ідеальне обслуговування та філософію організації більшості бібліотек сьогодення.
Створив теорію фасетної класифікації, реалізовану в його «Класифікації двокрапкою» (1933), що вплинула на розвиток бібліотечних класифікацій.
У 1930 р. запропонував проект закону про публічні бібліотеки, що в 1948 р. був прийнятий у штаті Мадрас, а потім у інших штатах.
Значним є внесок Ш. Ранганатана в бібліотечну освіту. Він був організатором кількох міжнародних шкіл, його навчальні курси проходили в бібліотечних закладах Великої Британії, Данії, Канаді, Норвегії, Польщі, США, Німеччини, Японії.
Його день народження, 12 серпня, відзначають в Індії як Національний день бібліотекарів.